# Wybory parlamentarne na Nauru w 1980 roku
Szóste wybory do Parlamentu Nauru miały miejsce 6 grudnia 1980 roku.
Na 40 kandydatów oddano 1587 głosów, 47 było nieważnych. Na prezydenta wybrano po raz kolejny Hammera DeRoburta.

## Szczegółowe wyniki wyborów

### Aiwo
Głosy ważne – 231,

Głosy nieważne – 4.
| Miejsce | Kandydat                | Wartość głosów |
| ------- | ----------------------- | -------------- |
| 1       | René Reynaldo Harris    | 142,700        |
| 2       | Libokomedo David Agir   | 105,817        |
| 3       | Samuel Edwin Tsitsi     | 98,550         |
| 4       | Reginald Roderick Akiri | 80,850         |
| 5       | Pamela Ebotsina Scriven | 70,900         |
| 6       | August Detonga Deiye    | 67,133         |

### Anabar
W okręgu wyborczym Anabar nie głosowano w wyborach, powodem była zbyt mała liczba kandydatów do parlamentu. 1 grudnia 1980 Tamaiti Star, przewodniczący krajowej komisji wyborczej, zdecydował, że do parlamentu VI kadencji wybrani zostali:
| Miejsce | Kandydat            | Wartość głosów |
| ------- | ------------------- | -------------- |
| –       | David Peter Gadaroa | —              |
| –       | Obeira Menke        | —              |

### Anetan
Głosy ważne – 180,

Głosy nieważne – 10.
| Miejsce | Kandydat                          | Wartość głosów |
| ------- | --------------------------------- | -------------- |
| 1       | Lawrence Stephen                  | 109,667        |
| 2       | Adago Deinuwea Bucky Idarabwe Ika | 102,083        |
| 3       | Roy Demanganuwe Degoregore        | 94,833         |
| 4       | Vassal Abogo Gadoengin            | 68,417         |

### Boe
Głosy ważne – 165,

Głosy nieważne – 1.
| Miejsce | Kandydat                        | Wartość głosów |
| ------- | ------------------------------- | -------------- |
| 1       | Hammer DeRoburt                 | 124,333        |
| 2       | Nangindeit Temanimon Kenos Aroi | 100,833        |
| 3       | Yeru Boronga Uera               | 60,417         |
| 4       | Frank Randolph Smith            | 58,167         |

### Buada
Głosy ważne – 153,

Głosy nieważne – 3.
| Miejsce | Kandydat               | Wartość głosów |
| ------- | ---------------------- | -------------- |
| 1       | Ruben James Tullen Kun | 100,833        |
| 2       | Totouwa Depaune        | 86,417         |
| 3       | Alec Hindmarsh Stephen | 70,000         |
| 4       | Deang Detabene         | 61,500         |

### Meneng
Głosy ważne – 260,

Głosy nieważne – 6.
| Miejsce | Kandydat                     | Wartość głosów |
| ------- | ---------------------------- | -------------- |
| 1       | Bobby Ingitebo Ralph Eoe     | 137,725        |
| 2       | James Ategan Bop             | 107,964        |
| 3       | Frank Sinatra Jannecke Canon | 104,327        |
| 4       | Paul Denabauwa Jeremiah      | 81,286         |
| 5       | Denumidaoao Christmas Bam    | 70,243         |
| 6       | David Audi Areymago Dabwido  | 69,137         |
| 7       | Lucas Janoa Depoudu          | 68,939         |
| 8       | Dogaben Alec Jimrock Harris  | 67,021         |

### Ubenide
Głosy ważne – 390,

Głosy nieważne – 20.
| Miejsce | Kandydat                         | Wartość głosów |
| ------- | -------------------------------- | -------------- |
| 1       | Robidok Bagewa Buraro Detudamo   | 202,717        |
| 2       | Bernard Annen Auwen Dowiyogo     | 187,900        |
| 3       | Kennan Ranibok Adeang            | 169,250        |
| 4       | Derog Gioura                     | 153,600        |
| 5       | Lagumot Gagiemem Nimidere Harris | 143,083        |
| 6       | Joseph Laben Hiram               | 98,950         |

### Yaren
Głosy ważne – 161,

Głosy nieważne – 3.
| Miejsce | Kandydat                             | Wartość głosów |
| ------- | ------------------------------------ | -------------- |
| 1       | Joseph Detsimea Audoa                | 96,683         |
| 2       | Pres-Nimes Dabwadauw Ekwona          | 81,483         |
| 3       | Leo Depagadogi Keke                  | 66,183         |
| 4       | Alfred Derangdedage Bribirinang Dick | 59,100         |
| 5       | Jacob Dagabwinare                    | 45,800         |
| 6       | John Binono Willis                   | 45,200         |